# Pentateuco
O Pentateuco (do grego Πεντάτευχος; transl. Pentátefchos), literalmente "cinco partes ou seções", é composto pelos cinco primeiros livros da Bíblia. Entre os judeus é chamado de Torá, uma palavra da língua hebraica com significado associado ao ensinamento, instrução, ou literalmente Lei, uma referência à primeira secção do Tanakh, os primeiros cinco livros da Bíblia hebraica.
O Pentateuco é, para os cristãos, a totalidade dos cinco primeiros livros da Bíblia. Para os judeus, esses cinco livros constituem a Torá. Eles apresentam a história do povo de Israel desde a criação do mundo até a morte de Moisés.
Sua autoria foi primeiramente atribuída ao próprio Moisés, mas as exegeses geralmente concordam com a ideia de que eles são o resultado de múltiplas camadas editoriais provavelmente posteriores aos eventos que relatam. Desde o final da década de 1990 e durante a década de 2000, pesquisadores têm defendido principalmente a ideia de que os textos essenciais do Pentateuco, assim como os poucos livros que o seguem, como Josué ou Juízes, certamente foram compilados no período persa, ou seja, entre o século V  e o século IV ou , no mínimo , nos Século VII a.C. e Século VI a.C.
Se, na religião judaica, eles levam o nome de Torá, ou seja, "doutrina", "ensino", mas também "Lei" (o que explica por que o termo foi traduzido para o grego por νόμος/nomos), é porque eles contêm, além dos relatos “históricos”, um conjunto de prescrições (religiosas, rituais, culturais, legais etc.) que constituem as bases do judaísmo. As leis dietéticas (Cashrut) estabelecidas no capítulo 11 de Levítico são apenas um exemplo disso.

## Etimologia
A palavra Pentateuco é usada pelos cristãos para designar os primeiros cinco livros da Bíblia ; corresponde à Torá judaica. Os livros da Torá são chamados hâmisâ humsê hattôrâ,  "os cinco quintos da Lei", ou simplesmente os "quintos". Esta expressão hebraica é provavelmente a origem da expressão grega hè pentateuchos (biblos), sendo sua primeira aparição datada em um texto do gnóstico Ptolemeu no século II. Penta vem de πέντε/penta "cinco", e -teuque de τεῦχος teukhos. A forma latina pentateuchus liber aparece em Tertuliano, entre o final do século II e início do século III.
Enquanto os judeus nomeiam os cinco livros pelas primeiras palavras de cada um deles, a tradição cristã, baseando-se na tradução de Septuaginta, prefere utilizar um termo que resuma o conteúdo dos vários livros: Gênesis (as origens do mundo), Êxodo (o êxodo do povo judeu do Egito), Levítico (leis religiosas, os levitas sendo os sacerdotes do antigo povo judeu), Números (o livro contém muitos censos), Deuteronômio (a segunda lei).

## Autoria
Se o texto do Pentateuco é anônimo e sem assinatura de autor identificável, as tradições judaica e cristã basearam-se nos numerosos textos legislativos atribuídos a Moisés para identificá-lo como o autor da totalidade dos cinco livros. Filo de Alexandria e Flávio Josefo atribuem a Moisés até mesmo a escrita sobre sua própria morte. Essa ideia de uma escrita em mosaico sob o ditado de Deus permaneceu quase unânime. Os rabinos são levados, por sua vez, a atribuir ao patriarca, além desta "Torá escrita", o "Torá oral” que constitui os comentários da Lei de Moisés codificada na Mishná. É, portanto, primeiramente a Lei que é atribuída a Moisés e, depois, a partir do período pós-bíblico, todo o Pentateuco passa a ser considerado de sua autoria, e a partir de então é chamado de "os cinco livros de Moisés". Tal situação que prevaleceu até o século XVIII. No entanto, desde a Idade Média, vários anacronismos e rupturas na lógica literária levaram alguns estudiosos e filósofos, como ibn Kastar e depois Abraham ibn Ezra, no século XII, a elaborar propostas de listas "pós-mosaicas", procurando identificar textos ou elementos escrito após o período mosaico, sem pôr em causa a tradição aceita.
O primeiro a rejeitar a ideia de que Moisés escreveu os cinco livros foi Andreas Bodenstein (1486-1541),  um teólogo protestante. Menos de dois séculos depois, Baruch Spinoza, em seu Tratado Teológico-Político, postula que o Pentateuco, junto com outros livros como Josué, Rute e Reis, são apógrafos e posteriores ao período que narram. Para ele, o compilador destes escritos seria Esdras. No século XVIII, sob a influência de Jean Astruc, que ainda perseguia um objetivo apologético, surgiu então a ideia de que o texto da Torá seria a compilação de vários documentos diferentes.
A teoria denominada "documental" resultante foi desenvolvida no século XIX pelo exegeta Julius Wellhausen, que propôs um modelo segundo o qual a Torá seria o resultado de três ou quatro fontes independentes escritas entre o século VIII e o início do século V. Outras abordagens coexistem sem que seja possível dizer quais são as posições majoritárias dentro da pesquisa. Apesar de suas diferenças, há um consenso entre os estudiosos que conclusão da Torá ocorreu, no máximo, no início do Século III a.C..

#### Datação
| Livros da Torah | Datação usual |
| --------------- | --- |
| Gênesis         | Início da escrita no final do século VIII AC, depois adições e alterações ao texto até o Século III AC 163.                                                           |
| Êxodo           | Alguns relatos do Êxodo datam do século VIII AC. Estes textos são retrabalhados e concluídos a partir do século VI AC.                                                |
| Levítico        | Século V AC. Baseado em fontes mais antigas |
| Números         | Alguns relatos dos Números datam do século VIII AC. Estes textos são retrabalhados e concluídos a partir do século VI AC.                                             |
| Deuteronômio    | As leis deuteronômicas podem ser rastreadas até o final do século VIII aC. Estes são então integrados no conjunto deuteronomista do reinado de Josias (século VII AC) |

## Livros do pentateuco (Torá)

### Gênesis
Primeiro livro da Bíblia. Narra acontecimentos, desde a criação do mundo, na perspectiva judaica (o chamado "relato do Gênesis"), passando pelos patriarcas hebreus, até à fixação deste povo no Egito, depois da história de José.
Génesis segundo a fé judaica é o início, é o princípio da criação dos céus, da terra, da humanidade e de tudo quanto existe vida, todos os seres. O livro é o primeiro dos cinco livros atribuídos a Moisés.

### Êxodo
O livro conta a história da saída do povo de Israel do Egito, onde foram escravos durante 430 anos. Narra o nascimento, a vida e o ministério de Moisés  diante do povo de Israel, bem como o estabelecimento da Lei e a construção do Tabernáculo. Mostra o início de um relacionamento entre o povo recém-saído do Egito e Deus através de uma aliança proposta pelo próprio Deus. É a organização do judaísmo.

### Levítico
Basicamente é um livro teocrático, isto é, tem caráter legislativo; apresenta  em seu texto o ritual dos sacrifícios, as normas que diferenciam o puro do impuro, a lei da santidade e o calendário religioso entre outras normas e legislações que regulariam a religião.

### Números
Este livro é de interesse histórico, pois fornece detalhes acerca da rota dos israelitas no deserto e de seus principais acampamentos. Pode ser dividido em três partes:
- O recenseamento do povo no Sinai e os preparativos para retomar a marcha (1-10:10). O capítulo 6 relata o voto de Nazireu.
- A história da jornada do Sinai até Moabe, o envio dos espiões e o relato que fizeram, e as murmurações (oito vezes) do povo contra as dificuldades do caminho (10:11-21:20).
- Os eventos na planície de Moabe, antes da travessia do rio Jordão (21:21-cap. 36).

### Deuteronômio
Contém os discursos de Moisés ao povo, no deserto, durante seu êxodo do Egito à Terra Prometida por Deus. Os discursos contidos nesse livro, em geral, reforçam a ideia de que servir a Deus não é apenas seguir sua lei.
O título provém do grego e quer dizer: "Segunda Lei", ou melhor, "Repetição da Lei". Em Êxodo, Levítico e Números, as leis foram dadas, conforme a necessidade da ocasião, a um povo acampado no deserto.  Em Deuteronômio, essas leis foram repetidas a uma geração que, dentro em breve, moraria nas casas, vilas e cidades da terra prometida.
- Dever, William G (2003). Who were the early israelites ? (em inglês). Grand Rapids, MI: William B. Eerdmans Publishing Co.
- Silberman, Neil A.;  et al. (2001). A Bíblia Desenterrada. Nova Iorque: Simon e Schuster
- Thomas Römer (eds.), Jean-Daniel Macchi (eds.) e Christophe Nihan (eds.), Introduction to the Old Testament , Labor et Fides,2009 (1ª ed.2004), 902  p.(ISBN 978-2-8309-1368-2).